# Список президентов Чехословакии

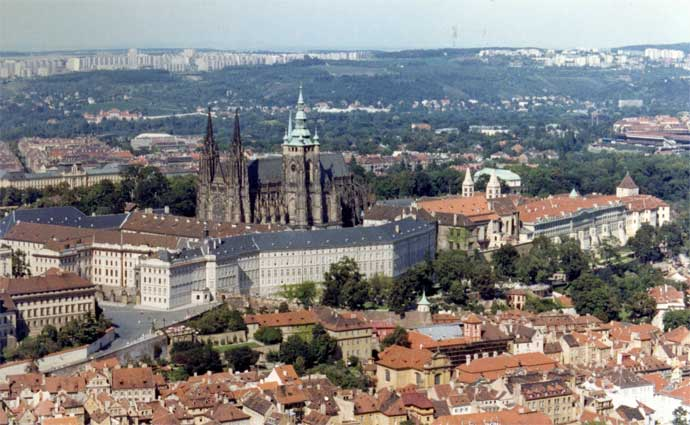
Пражский Град, резиденция президента

Список президентов Чехословакии включает лиц, занимавших пост президента Чехословакии (чеш. prezident Československa, словац. prezident Česko-Slovenska) с момента создания Первой Чехословацкой Республики в 1918 году до роспуска Чешской и Словацкой Федеративной Республики 31 декабря 1992 года. Также включены исполнявшие обязанности президента (при возникновении вакансии) председатели правительства (чеш. předseda vlády Československa), что не было прямо установлено чехословацкими конституциями. Президент избирался Национальным собранием сроком на 7 лет (с 1960 года — на 5 лет) и являлся главой чехословацкого государства, до 1960 года он имел право распустить Национальное Собрание, однако нёс перед ним общую, а с 1960 года и политическую ответственность.
Использованная в первом столбце таблиц нумерация является условной; также условным является использование в первом столбце цветовой заливки, служащей для упрощения восприятия принадлежности лиц к различным политическим силам без необходимости обращения к столбцу, отражающему партийную принадлежность. Наряду с партийной принадлежностью, в столбце «Партия» также отражён внепартийный (независимый) статус персоналий. В таблицах в столбце «Выборы» отражены состоявшиеся выборные процедуры; в случае, если глава государства получил полномочия без таковых, столбец не заполняется. Для удобства список разделён на принятые в историографии периоды истории страны. Приведённые в преамбулах к каждому из разделов описания этих периодов призваны пояснить особенности политической жизни.

## Первая и Вторая Чехословацкие республики (1918—1939)

Чехословакия после 1928 года

Первая Чехословацкая Республика (чеш. první Československá republika) — первое чехословацкое государство, существовавшее с 1918 года по 1938 год. Оно состояло из Богемии, Моравии, Чешской Силезии, Словакии и Подкарпатской Руси. Революционное национальное собрание Чехословакии (чеш. Revoluční národní shromáždění, словац. Revolučné národné zhromaždenie), высший представительский и законодательный орган в период создания Чехословакии, был образован 14 ноября 1918 года на базе Национального комитета Чехо-Словакии на основе положений Временной конституции. В тот же день на первом заседании им было распущено провозглашённое в Париже временное правительство Томаша Масарика и утверждено правительство Карела Крамаржа. 21 ноября 1918 года президентом был избран находящийся в Париже Масарик, который прибыл в страну и принял полномочия 21 декабря 1918 года. C 1 декабря 1928 года Чехословакия была административно разделена на 4 самоуправляемых земли (чеш. země) — Чешскую (на территории Богемии), единую Моравско-силезскую (на территории Моравии и Чешской Силезии), Словацкую (словац. Slovenská krajina) и Подкарпатскую Русь (чеш. Země Podkarpatoruská).
После подписания 30 сентября 1938 года Мюнхенского соглашения (без участия представителей Чехословакии) Германия присоединила к себе Судетскую область, затем последовали новые территориальные потери в пользу Польши и Венгрии. Традиционно пост-мюнхенский период чехословацкой истории с 1 октября 1938 года или, в зависимости от точки зрения, с 6 октября 1938 года (даты провозглашения автономии Словакии), и до образования 15 марта 1939 года на чешских землях протектората Богемии и Моравии, именуют Второй Чехословацкой Республикой (чеш. Druhá československá republika). Единое чехословацкое государство прекратило существование после провозглашения независимости 14 марта 1939 года Словацкой Республики (словац. Slovenská republika, в исторической литературе — «Первая Словацкая Республика»), образования 15 марта 1939 года на чешских землях германского протектората Богемии и Моравии и провозглашения в тот же день независимой Карпатской Украины (укр. Карпатська Україна) на территории Подкарпатской Руси, которая 18 марта 1939 года была полностью оккупирована Венгрией.
|          | Портрет     | Имя (годы жизни)                                                                                            | Полномочия      | Полномочия      | Партия                                                                 | Выборы | Пр.                  |
| Начало   | Портрет     | Имя (годы жизни)                                                                                            | Окончание       |                 | Партия                                                                 | Выборы | Пр.                  |
| -------- | ----------- | --- | --------------- | --------------- | ---------------------------------------------------------------------- | ------ | -------------------- |
| и. о.    |             | Карел Крамарж (1860—1937) чеш. Karel Kramář                                                                 | 14 ноября 1918  | 21 ноября 1918  | Чешская государственно-правовая демократия                             |        | [ 10 ] [ 11 ] [ 12 ] |
| 1 (I—IV) |             | Томаш Гарриг Масарик (1850—1937) чеш. Tomáš Garrigue Masaryk урожд. Томаш Ян Масарик чеш. Tomáš Jan Masaryk | 21 ноября 1918  | 27 мая 1920     | независимый                                                            | 1918   | [ 14 ] [ 15 ] [ 16 ] |
| 1 (I—IV) | 27 мая 1920 | Томаш Гарриг Масарик (1850—1937) чеш. Tomáš Garrigue Masaryk урожд. Томаш Ян Масарик чеш. Tomáš Jan Masaryk | 27 мая 1927     | 1920            | независимый                                                            |        | [ 14 ] [ 15 ] [ 16 ] |
| 1 (I—IV) | 27 мая 1927 | Томаш Гарриг Масарик (1850—1937) чеш. Tomáš Garrigue Masaryk урожд. Томаш Ян Масарик чеш. Tomáš Jan Masaryk | 24 мая 1934     | 1927            | независимый                                                            |        | [ 14 ] [ 15 ] [ 16 ] |
| 1 (I—IV) | 24 мая 1934 | Томаш Гарриг Масарик (1850—1937) чеш. Tomáš Garrigue Masaryk урожд. Томаш Ян Масарик чеш. Tomáš Jan Masaryk | 14 декабря 1935 | 1934            | независимый                                                            |        | [ 14 ] [ 15 ] [ 16 ] |
| и. о.    |             | Милан Годжа (1860—1937) словац. Milan Hodža                                                                 | 14 декабря 1935 | 18 декабря 1935 | Республиканская партия земледельческого и мелкокрестьянского населения |        | [ 20 ] [ 21 ] [ 22 ] |
| 2 (I)    |             | Эдвард Бенеш (1884—1948) чеш. Edvard Beneš                                                                  | 18 декабря 1935 | 5 октября 1938  | Чехословацкая национально-социалистическая партия                      | 1935   | [ 24 ] [ 25 ] [ 26 ] |
| и. о.    |             | генерал армии Ян Сыровый (1888—1970) словац. Jan Syrový                                                     | 5 октября 1938  | 30 ноября 1938  | независимый                                                            |        | [ 27 ] [ 28 ]        |
| 3        |             | Эмиль Гаха (1872—1945) чеш. Emil Hácha                                                                      | 30 ноября 1938  | 15 марта 1939   | независимый                                                            | 1938   | [ 30 ] [ 31 ] [ 32 ] |

## Президент в изгнании (1939—1945)

Расчленение Чехословакии

17 октября 1939 года организованное в Париже Яном Шрамеком совещание объявило о создании Чехословацкого национального комитета во главе с президентом в изгнании Эдвардом Бенешем и временным вице-президентом Яном Шрамеком. Национальный комитет был признан правительствами Великобритании и Франции в качестве представителя чехословацкого народа. В 1940 году под угрозой германской оккупации Франции, Национальный комитет переместился в Лондон. 9 июля 1940 года Эдвард Бенеш сообщил о преобразовании Национального комитета в систему временного государственного управления, включающего президента, правительство и государственный совет. 21 июля 1940 года был создан Национальный комитет освобождения Чехословакии (чеш. Národní výbor pro osvobození Československa), или Временное государственное учреждение Чехословакии (чеш. Prozatímní státní zřízení československé) — чехословацкое правительство в изгнании, первоначально получившее дипломатическое признание Великобритании, а в дальнейшем и других стран-союзниц, включая СССР (через посольство СССР при Союзных правительствах в Лондоне). Его целью было отмена признания законности Мюнхенского соглашения и последующей немецкой оккупации Чехословакии и её восстановление в границах 1937 года. 5 апреля 1945 года в Кошице представителями Национального фронта чехов и словаков, чешского и словацкого национальных собраний и правительства в изгнании была одобрена правительственная программа («Национальная и демократическая революционная программа»), которая в том числе подтвердила провозглашённые накануне полномочия Национального фронта чехов и словаков как временного правительства Чехословакии.
|        | Портрет | Имя (годы жизни)                           | Полномочия      | Полномочия    | Партия                                            | Пр.                  |
| Начало | Портрет | Имя (годы жизни)                           | Окончание       |               | Партия                                            | Пр.                  |
| ------ | ------- | ------------------------------------------ | --------------- | ------------- | ------------------------------------------------- | -------------------- |
|        |         | Эдвард Бенеш (1884—1948) чеш. Edvard Beneš | 17 октября 1939 | 2 апреля 1945 | Чехословацкая национально-социалистическая партия | [ 24 ] [ 25 ] [ 26 ] |

## Чехословацкая Республика (1945—1960)

Герб ЧСР (1945—1961)

В марте 1945 года в Москве представителями чехословацкого правительства в изгнании и коммунистами был подписан договор о создании Национального фронта чехов и словаков (чеш. Národní fronta Čechů a Slováků, словац. Národný front Čechov a Slovákov) — объединения всех антифашистских и патриотических политических партий Чехословакии. Являвшийся президентом в изгнании Эдвард Бенеш вернулся на освобождённую территорию, в Кошице (Словакия) 2 апреля 1945 года, а 5 апреля 1945 года было назначено первое правительство Национального фронта. 9 мая 1945 года была принята конституция, закрепившие народно-демократические преобразования в стране. 11 мая 1945 года правительство было переведено в Прагу, сам президент прибыл в неё 16 мая 1945 года. 28 октября 1945 года временный парламент страны подтвердил президентские полномочия Эдварда Бенеша, а 19 июня года он вновь был избран на пост президента новым составом парламента (единогласно). Во время политического кризиса в феврале 1948 года Бенеш уступил давлению коммунистов во главе с председателем правительства Клементом Готвальдом и согласился с изменениями в правительстве, в результате которых Национальный фронт из коалиции политических партий трансформировался в общественно-политическое объединение под контролем коммунистов (остальные партии признали их руководящую роль), вобрав в себя многочисленные общественные организации. Краткий период от 1945 до 1948 года в историографии принято называть Третьей Чехословацкой Республикой (чеш. Třetí republika). В мае 1948 года Бенеш отказался подписать новую конституцию страны, разработанную коммунистами, а 7 июня 1948 года подал в отставку. 14 июня 1948 года Национальная ассамблея избрала президентом республики Готвальда.
|            | Портрет       | Имя (годы жизни)                                      | Полномочия     | Полномочия     | Партия                                            | Выборы       | Пр.                  |
| Начало     | Портрет       | Имя (годы жизни)                                      | Окончание      |                | Партия                                            | Выборы       | Пр.                  |
| ---------- | ------------- | ----------------------------------------------------- | -------------- | -------------- | ------------------------------------------------- | ------------ | -------------------- |
| 2 (II—III) |               | Эдвард Бенеш (1884—1948) чеш. Edvard Beneš            | 2 апреля 1945  | 19 июня 1946   | Чехословацкая национально-социалистическая партия | [ комм. 10 ] | [ 24 ] [ 25 ] [ 26 ] |
| 2 (II—III) | 19 июня 1946  | Эдвард Бенеш (1884—1948) чеш. Edvard Beneš            | 7 июня 1948    | 1946           | Чехословацкая национально-социалистическая партия |              | [ 24 ] [ 25 ] [ 26 ] |
| и. о.      |               | Клемент Готвальд (1896—1953) чеш. Klement Gottwald    | 7 июня 1948    | 14 июня 1948   | Коммунистическая партия Чехословакии              |              | [ 38 ] [ 39 ] [ 40 ] |
| 4          | 14 июня 1948  | Клемент Готвальд (1896—1953) чеш. Klement Gottwald    | 14 марта 1953  | 1948           | Коммунистическая партия Чехословакии              |              | [ 38 ] [ 39 ] [ 40 ] |
| и. о.      |               | Антонин Запотоцкий (1884—1957) чеш. Antonín Zápotocký | 14 марта 1953  | 21 марта 1953  | Коммунистическая партия Чехословакии              |              | [ 42 ] [ 43 ] [ 44 ] |
| 5          | 21 марта 1953 | Антонин Запотоцкий (1884—1957) чеш. Antonín Zápotocký | 13 ноября 1957 | 1953           | Коммунистическая партия Чехословакии              |              | [ 42 ] [ 43 ] [ 44 ] |
| и. о.      |               | Вильям Широкий (1902—1971) словац. Viliam Široký      | 13 ноября 1957 | 19 ноября 1957 | Коммунистическая партия Чехословакии              |              | [ 46 ] [ 47 ]        |
| 6 (I)      |               | Антонин Новотный (1904—1975) чеш. Antonín Novotný     | 19 ноября 1957 | 11 июля 1960   | Коммунистическая партия Чехословакии              | 1957         | [ 49 ] [ 50 ]        |

## Чехословацкая Социалистическая Республика (1960—1990)
11 июля 1960 года была принята Конституция, провозгласившая победу социализма и изменившая название страны на «Чехословацкая Социалистическая Республика» (чеш. Československá socialistická republika, словац. Československá socialistická republika), а также закрепившая руководящую роль Национального фронта в общественно-политической жизни страны.
С января по август 1968 года в стране под руководством Первого секретаря ЦК КПЧ Александра Дубчека были начаты реформы, направленные на расширение прав и свобод и децентрализацию власти, получившие название «Пражская весна» (чеш. Pražské jaro, словац. Pražská jar), прерванные вводом войск Организации Варшавского договора.
1 января 1969 года Чехословацкая Социалистическая Республика стала федерацией двух равноправных государств — Чешской Социалистической Республики (чеш. Česká socialistická republika) и Словацкой Социалистической Республики (словац. Slovenská socialistická republika).
|           | Портрет        | Имя (годы жизни)                                   | Полномочия      | Полномочия      | Партия                               | Выборы | Пр.                  |
| Начало    | Портрет        | Имя (годы жизни)                                   | Окончание       |                 | Партия                               | Выборы | Пр.                  |
| --------- | -------------- | -------------------------------------------------- | --------------- | --------------- | ------------------------------------ | ------ | -------------------- |
| 6 (I—II)  |                | Антонин Новотный (1904—1975) чеш. Antonín Novotný  | 11 июля 1960    | 12 ноября 1964  | Коммунистическая партия Чехословакии | (1957) | [ 49 ] [ 50 ]        |
| 6 (I—II)  | 12 ноября 1964 | Антонин Новотный (1904—1975) чеш. Antonín Novotný  | 22 марта 1968   | 1964            | Коммунистическая партия Чехословакии |        | [ 49 ] [ 50 ]        |
| и. о.     |                | Йозеф Ленарт (1923—2004) словац. Jozef Lenárt      | 22 марта 1968   | 30 марта 1968   | Коммунистическая партия Чехословакии |        | [ 53 ] [ 54 ] [ 55 ] |
| 7 (I—II)  |                | Людвик Свобода (1895—1979) чеш. Ludvík Svoboda     | 30 марта 1968   | 22 марта 1973   | Коммунистическая партия Чехословакии | 1968   | [ 57 ] [ 58 ] [ 59 ] |
| 7 (I—II)  | 22 марта 1973  | Людвик Свобода (1895—1979) чеш. Ludvík Svoboda     | 29 мая 1975     | 1973            | Коммунистическая партия Чехословакии |        | [ 57 ] [ 58 ] [ 59 ] |
| и. о.     |                | Любомир Штроугал (1924—2023) чеш. Lubomír Štrougal | 26 апреля 1975  | 29 мая 1975     | Коммунистическая партия Чехословакии |        | [ 60 ] [ 61 ]        |
| 8 (I—III) |                | Густав Гусак (1913—1991) словац. Gustáv Husák      | 29 мая 1975     | 22 мая 1980     | Коммунистическая партия Чехословакии | 1975   | [ 63 ] [ 64 ] [ 65 ] |
| 8 (I—III) | 22 мая 1980    | Густав Гусак (1913—1991) словац. Gustáv Husák      | 22 мая 1985     | 1980            | Коммунистическая партия Чехословакии |        | [ 63 ] [ 64 ] [ 65 ] |
| 8 (I—III) | 22 мая 1985    | Густав Гусак (1913—1991) словац. Gustáv Husák      | 10 декабря 1989 | 1985            | Коммунистическая партия Чехословакии |        | [ 63 ] [ 64 ] [ 65 ] |
| и. о.     |                | Мариан Чалфа (род. 1946) словац. Marián Čalfa      | 10 декабря 1989 | 29 декабря 1989 | Коммунистическая партия Чехословакии |        | [ 67 ]               |
| 9         |                | Вацлав Гавел (1936—2011) чеш. Václav Havel         | 29 декабря 1989 | 29 марта 1990   | независимый                          | 1989   | [ 69 ] [ 70 ] [ 71 ] |

## Чешская и Словацкая Федеративная Республика (1990—1992)

Герб ЧСФР (1990—1992)

В соответствии с Конституционным законом Чехословацкой Социалистической Республики č. 81/1990 Sb. от 29 марта 1990 года наименование государства было заменено на Чехословацкая Федеративная Республика (чеш. Československá federativní republika, словац. Česko-slovenská federatívna republika). Вскоре, 20 апреля 1990 года, был принят Конституционный закон č. 101/1990 Sb., в соответствии с которым новым наименованием страны стало Чешская и Словацкая Федеративная Республика (чеш. Česká a Slovenská Federativní Republika, словац. Česká a Slovenská Federatívna Republika).
В сентябре 1992 года был проведён опрос населения Чехословакии об отношении к разделу страны. В Словакии «за» разделение страны было 37 %, «против» — 63 %, в Чехии «за» — 36 %, «против» — 64 %. Тем не менее, 17 июля 1992 года Словацкий национальный совет принял «Декларацию о независимости словацкой нации», после чего 20 июля чехословацкий президент Вацлав Гавел, выступающий против разделения, ушёл в отставку. Попытка избрания нового главы государства была сорвана, так как ни один кандидат не получил большинства голосов ни в одной палате парламента. 25 ноября Федеральное собрание приняло закон о разделении страны с 1 января 1993 года. 16 декабря 1992 года Чешский национальный совет утвердил Конституцию Чешской Республики (ранее в Чехии действовала федеральная конституция). 1 января 1993 года ЧСФР была распущена, Чешская и Словацкая республики стали независимыми государствами.
|          | Портрет     | Имя (годы жизни)                           | Полномочия    | Полномочия      | Партия                             | Выборы | Пр.                  |
| Начало   | Портрет     | Имя (годы жизни)                           | Окончание     |                 | Партия                             | Выборы | Пр.                  |
| -------- | ----------- | ------------------------------------------ | ------------- | --------------- | ---------------------------------- | ------ | -------------------- |
| 9 (I—II) |             | Вацлав Гавел (1936—2011) чеш. Václav Havel | 29 марта 1990 | 5 июля 1990     | независимый                        | (1989) | [ 69 ] [ 70 ] [ 71 ] |
| 9 (I—II) | 5 июля 1990 | Вацлав Гавел (1936—2011) чеш. Václav Havel | 20 июля 1992  | 1990            | независимый                        |        | [ 69 ] [ 70 ] [ 71 ] |
| и. о.    |             | Ян Страский (1940—2019) чеш. Jan Stráský   | 20 июля 1992  | 31 декабря 1992 | Гражданская демократическая партия |        | [ 75 ]               |

## Президентские штандарты

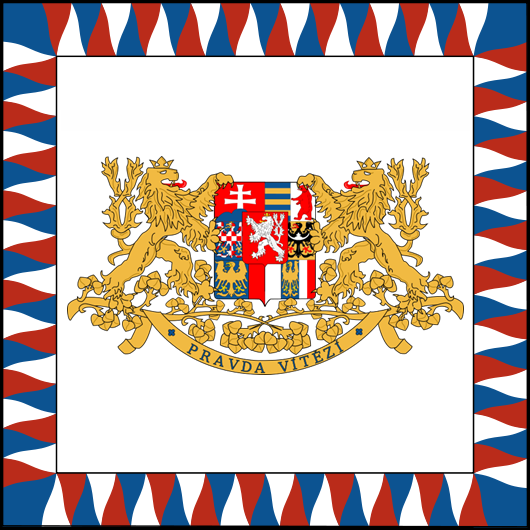
Президентский штандарт Чехословацкой Республики (1918—1939 и 1945—1960)
Президентский штандарт Протектората Богемия и Моравия (1939—1945)
Президентский штандарт ЧССР (1960—1990)
Президентский штандарт ЧСФР (1990—1992)